# سارة ووكر
سارة ووكر (بالإنجليزية: Madam C. J. Walker)‏ (و. 1867 – 1919 م) هي رائدة أعمال أمريكية، توفيت في نيويورك، عن عمر يناهز 52 عاماً.

## جوائز
حصلت على جوائز منها:
- قاعة الشهرة الوطنية للمرأة (1993).[6]

مدام سي جاي ووكر هي أول ثرية أمريكية من أصل إفريقي تجمع ثروتها بنفسها من الصفر، حيث قامت بإنتاج مستحضرات عناية بالشعر خاصة بذوي الأصل الإفريقي.

### نبذة عن مدام سي جاي ووكر
ولدت مدام سي جاي ووكر قرب قرية دلتا في ولاية لويزيانا Delta, Louisiana في 23 كانون الأول من العام 1867 باسم سارة بريدلوف Sarah Breedlove، وبعد معاناتها من اعتلال في فروة رأسها و التي تسببت في خسارتها لشعرها أنشأت مدام سي جي ووكر في عام 1905 علامة مستحضرات العناية بالشعر و الخاصة بالنساء ذوات الأصول الأفريقية.
سوقت مدام سي جاي ووكر لمنتجاتها من خلال السفر حول الولايات المتحدة الأمريكية و إلقائها المحاضرات التي توضح فيها آلية عمل منتجتها، ثمّ قامت بعد ذلك بإنشاء مختبراتها الخاصة بعلامتها التجارية باسم: Madame C.J. Walker Laboratories لتصنيع المواد التجميلية المنزلية و تسويقها.
جعلتها فطنتها و دهائها في إدارة الأعمال واحدة من أوائل الأمريكيات ذوات الأصل الأفريقي اللواتي أصبحن مليونيرات من تلقاء أنفسهن، كما عرف عنها نشاطها في مجال الأعمال الخيرية حيث تبرعت بأكبر قدر من المال لبناء مجمع YMCA  في إنديانابوليس Indianapolis  في عام 1913.

### بدايات مدام سي جاي ووكر
ولدت ووكر في قرية دلتا الواقعة في ولاية لويزيانا في 23 كانون الأول من العام 1867، اسمها الحقيقي هو سارة بريدلوف Sarah Breedlove، وكان لديها خمسة أخوة هم سولمون Solomon وأوين جونيور Owen Jr وألكسندر Alexander وجايمس James ولوفينيا Louvenia.
كان جميع أفراد عائلتها عبيدًا يعملون في مزرعة في لويزيانا، ويعتقد أن والدتها توفيت بسبب الكوليرا خلال العام 1872 ومن ثم والدها بعدها بمدة.
انتقلت سارة إلى سانت لويس St. Louis حيث كان يعيش اثنين من أخوتها وسرعان ما حصلت على عمل كعاملة في غسل الملابس حتى تستطيع الحصول على المال الكافي لوجبة في نهاية اليوم حيث كانت بالكاد تحصل على دولار واحد يوميًا.
بعد ذلك انتقلت للعمل مع مقاولة تدعى آني تورنبومالون Annie Turnbo Malone حيث كانت تبيع مستحضرات العناية بالشعر تحت اسم تلك المقاولة.

### إنجازات مدام سي جاي ووكر
ساعدتها معرفتها حول العناية بالشعر على أن تصبح خبيرة تجميل ومصففة شعر، وحققت بعضًا من الربح من خلال صنع الكريمات المنزلية وبيعها بالتجزئة، وسرعان ما بدأت بتوظيف النساء العاملات لتخلق وعيًا حول ثقافة التجميل.
أسست مدام سي جاي ووكر بالتعاون مع زوجها الثاني تشارلي جوزيف ووكر Charles Joseph Walker في عام 1908 معهدًا باسم "Lelia College" كمحاولة لتدريب الأشخاص العاملين في مجال العناية بالشعر وزراعته، انتقلت بعد سنتين إلى مدينة إنديانابوليس وأسست العديد من المشاريع المتعلقة بالعناية بالشعر وكان من بين تلك المشاريع مدرسة تجميل وصالون.
أصبحت مدينة إنديانابوليس المقر الرئيسي الذي تدير منه مدام مشاريعها التي سرعان ما توسعت ووصلت لعدة مدن في عدة دول مثل جامايكا Jamaica وكوبا Cuba وبنما Panama، وقدّمت مكافآت لمندوبي مبيعاتها الذين يحققون ربحًا أكثر عند بيع منتجاتها بهدف تحفيزهم، كما كرمت كلّ من يقدم مبالغ كبيرة للجمعيات الخيرية.
خلال عام 1917 نظمت سيدة الأعمال مدام سي جاي ووكر اجتماعًا سنويًا تحت عنوان "Madame Walker Beauty Culturists" في مدينة فيلاديلفيا Philadelphia، ويعد هذا الحدث هو الأول من نوعه في الولايات المتحدة الأمريكية في ذلك الوقت.
وأيضًا في عام 1917 أنشأت اتحادًا خاصًا بها تحت اسم "Walker Hair Culturists Union of America" والذي كان الأول من نوعه والذي يهدف إلى تشجيع النساء على الخوض في مجال التجارة.
كان مستحضر Pomade هو أبرز ما قدمته مدام سي جاي ووكر كمساهمة في مجال العناية بالشعر والذي هو عبارة عن كريم للشعر يساعد على التقليل من مشاكل تساقط الشعر ويحافظ على تألقه ولمعانه وكان يتم تسويقه ضمن علب عليها صورة مدام سي جاي ووكر.

### أشهر أقوال مدام سي جاي ووكر
أميركا لا تحترم سوى المال، ما يحتاجه شعبنا هو بضعة أثرياء.
المثابرة هي شعاري.
إذا ما كنت قد أنجزت أي شيء في حياتي فإن ذلك يعود لامتلاكي الإرادة دومًا للتفاني في العمل.
بدأت عندما قدمت لنفسي البداية.

### حياة مدام سي جاي ووكر الشخصية
تزوجت سارة بريدلوف من موزيس ماكويليامز Moses McWilliams عندما كانت بالكاد تبلغ الرابعة عشر من عمرها في محاولة منها للهروب من العذاب الذي كانت تتعرض له من قبل زوج شقيقتها ويلي باول Willie Powell، ورزق الزوجان بطفلة أسمياها A’Lelia.
وبعد ما يقارب الستة سنوات توفي زوجها، وتزوجت لاحقًا من تشارلي جوزيف ووكر Charles Joseph Walker والذي كان يعمل في ذلك الوقت مع شركة إعلانات، وبعد زواجهما قدمت سارة بريدلوف نفسها على أنها مدام سي جاي ووكر.

### وفاة مدام سي جاي ووكر
توفيت مدام سي جاي ووكر في الخامس والعشرين من أيار في العام 1919 بسبب ارتفاع في ضغط الدم عن عمر يناهز الواحد والخمسين كأغنى أمريكية من أصل إفريقي في عصرها.

### حقائق سريعة عن مدام سي جاي ووكر
أصبح منزل مدام سي جاي ووكر الفاخر والمعروف باسم Villa Lavero معلمًا تاريخيًا وطنيًا.
تكريمًا لسيدة الأعمال مدام سي جاي ووكر تم تخصيص عدة جوائز ومكافآت تحمل اسمها، وجائزة " Madam C.J Walker Business and Community Recognition Awards" هي واحدة من تلك الجوائز.
قامت مدام سي جاي ووكر في عام 1917 بتوظيف مهندس معماري يدعى فيرسون وودسون تاندي Verson Woodson Tandy لتصميم منزل لها في نيويورك بلغت تكلفته 250000 دولار.
في الفترة التي سبقت وفاتها قامت مدام سي جاي ووكر بالتبرع بمبلغ خمسة آلاف دولار للحملة المناهضة لعمليات الإعدام من أجل وضع حد من أشكال العقاب.